# Mayda Cresto
Mayda Rosana Cresto (Concordia, 6 de febrero de 1972) es una abogada, escribana y política argentina del Partido Justicialista, que se desempeñó como diputada nacional por la provincia de Entre Ríos entre 2017 y 2021.

## Biografía
Nació en 1972 en Concordia (provincia de Entre Ríos). Proviene de una familia política; tanto su padre, Juan Carlos Cresto, como su hermano, Enrique Tomás Cresto (nieto), se han desempeñado como intendentes de Concordia. Su madre, Laura Martínez Pass de Cresto, se desempeñó como senadora nacional. Su abuelo, Enrique Tomás Cresto, fue gobernador de Entre Ríos entre 1973 y 1976.
Estudió derecho en la Universidad Nacional del Litoral, donde se graduó en 1994. También cuenta con un título de escribana de la misma universidad, obtenido en 2001.
Ocupó diversos cargos dentro del Partido Justicialista (PJ) a nivel local, siendo congresal y apoderada legal del PJ de Paraná. Entre 2010 y 2017, trabajó en el Instituto Autárquico Becario Provincial, organismo de becas del gobierno provincial.
En las elecciones legislativas de 2017, fue la segunda candidata en la lista del Partido Justicialista a la Cámara de Diputados de la Nación, detrás de Juan José Bahillo. La lista fue la segunda más votada con el 37,97% de los votos, y tanto Bahillo como Cresto resultaron elegidos.
Es presidenta de la comisión de Peticiones, Poderes y Reglamentos, así como secretaria de la comisión de Deportes. También integra como vocal las comisiones de Turismo; de Obras Públicas; de Comunicaciones e Informática; de Asuntos Constitucionales; y la comisión parlamentaria mixta Revisora de Cuentas. Se opuso a la legalización del aborto en Argentina, votando en contra de los dos proyectos de ley de Interrupción Voluntaria del Embarazo que fueron debatidos por el Congreso en 2018 y 2020.